# 相馬樓
舞娘茶屋・雛蔵畫廊 相馬樓（まいこちゃや ひなぐらがろう そうまろう）は、山形県酒田市にある観光施設。
酒田市に本社がある平田牧場が運営している。

## 概要
1808年に建てられ開業した料亭、「相馬屋」を改装し、2000年に開館。木造の主屋は、庄内地震で焼失した直後に建てられたものである。1996年11月には国の登録有形文化財に登録されている。相馬屋の廃業後、酒田の料亭文化を守るため地元の平田牧場が買い取り、開館に至った。館内の土蔵には京都から北前船で運ばれてきた雛人形などの展示物などがあり、2008年5月15日には竹久夢二美術館が相馬樓内に開館し、美術品も鑑賞することができる。
館内には茶房もあり、喫茶を楽しむことができる。また、酒田舞娘と呼ばれる舞妓もおり、建物2階にある大広間の演舞場では舞妓の演舞を観ることもできる。かつての厨房は酒田舞娘の稽古場となっている。また、事前予約が必要だが、会食をしながら演舞を鑑賞することも可能。

## 酒田舞娘

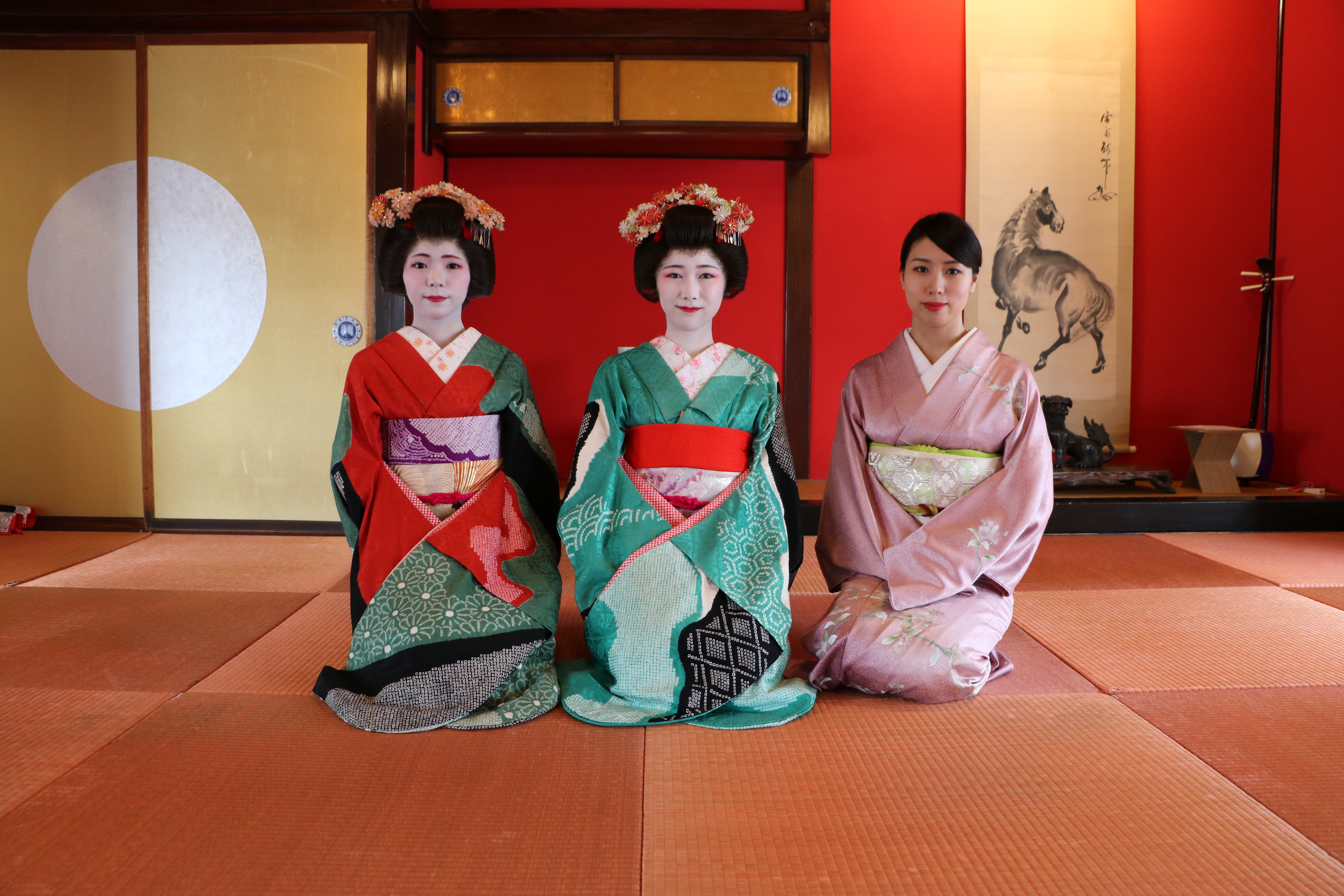
酒田舞娘と地方（じかた）
酒田では舞妓でなく舞娘と呼ばれる。2022年1月24日撮影。

館内には酒田舞娘がおり、演舞の他、来客者のお出迎えなども行っている。
酒田市の花柳界は1960年代の半ばまで全盛期であり芸妓もたくさんいたが、徐々に衰退していき、伝承されてきたものを酒田に残すために地元の経済人達が中心となり、町おこしの一環として1990年に「酒田舞娘」として復活させた背景がある。相馬樓の開樓に伴い、酒田市内にあった置屋は樓内に拠点を移動した。
本来舞娘の表記は舞妓であるが、酒田舞娘と名乗っている。これは京都などで見られる舞妓とは帯結が異なることなどが影響している。

## 館内
- 1階
  - 茶房くつろぎ処
  - 竹久夢二美術館
- 2階
  - 演舞場

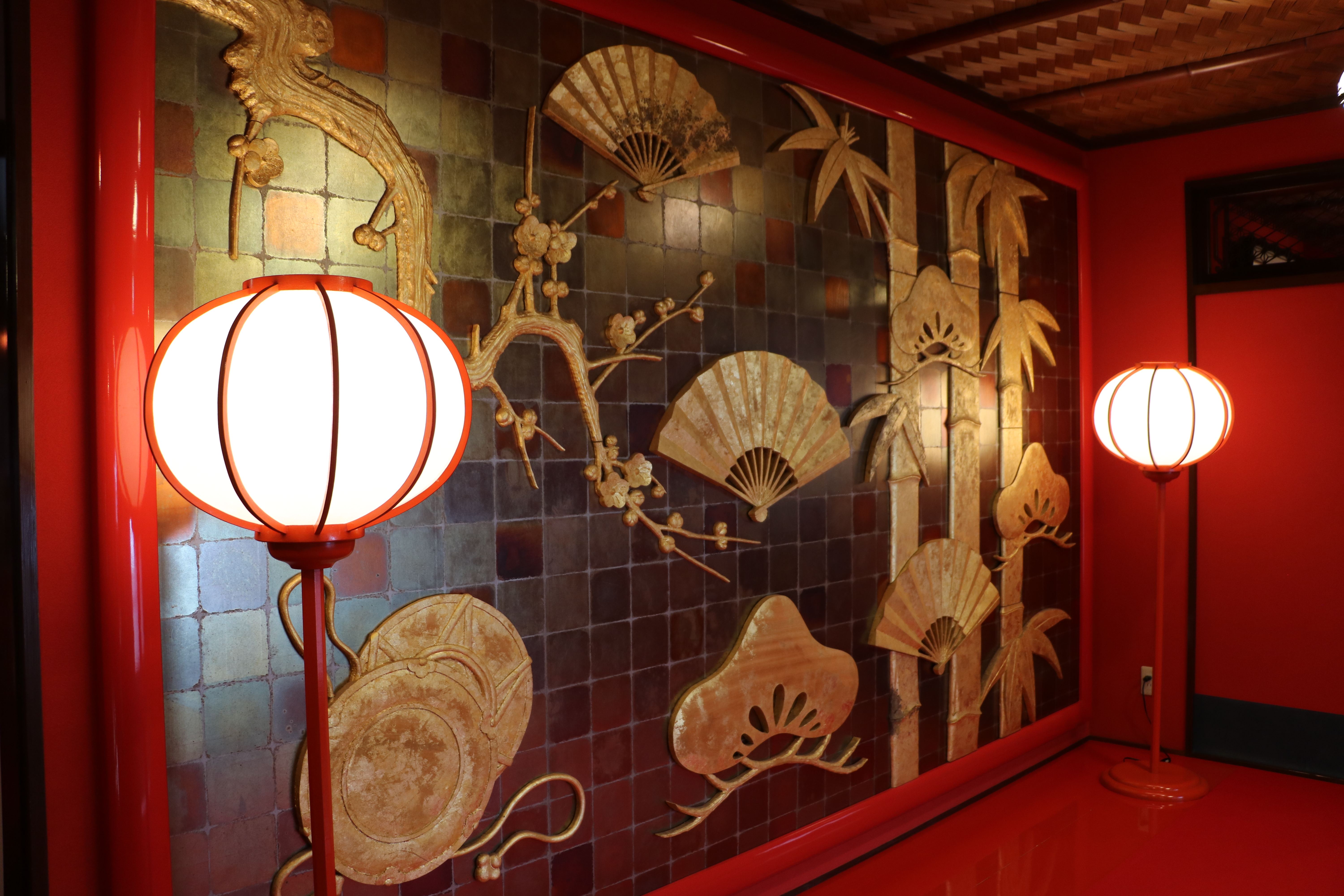
玄関の屏風。
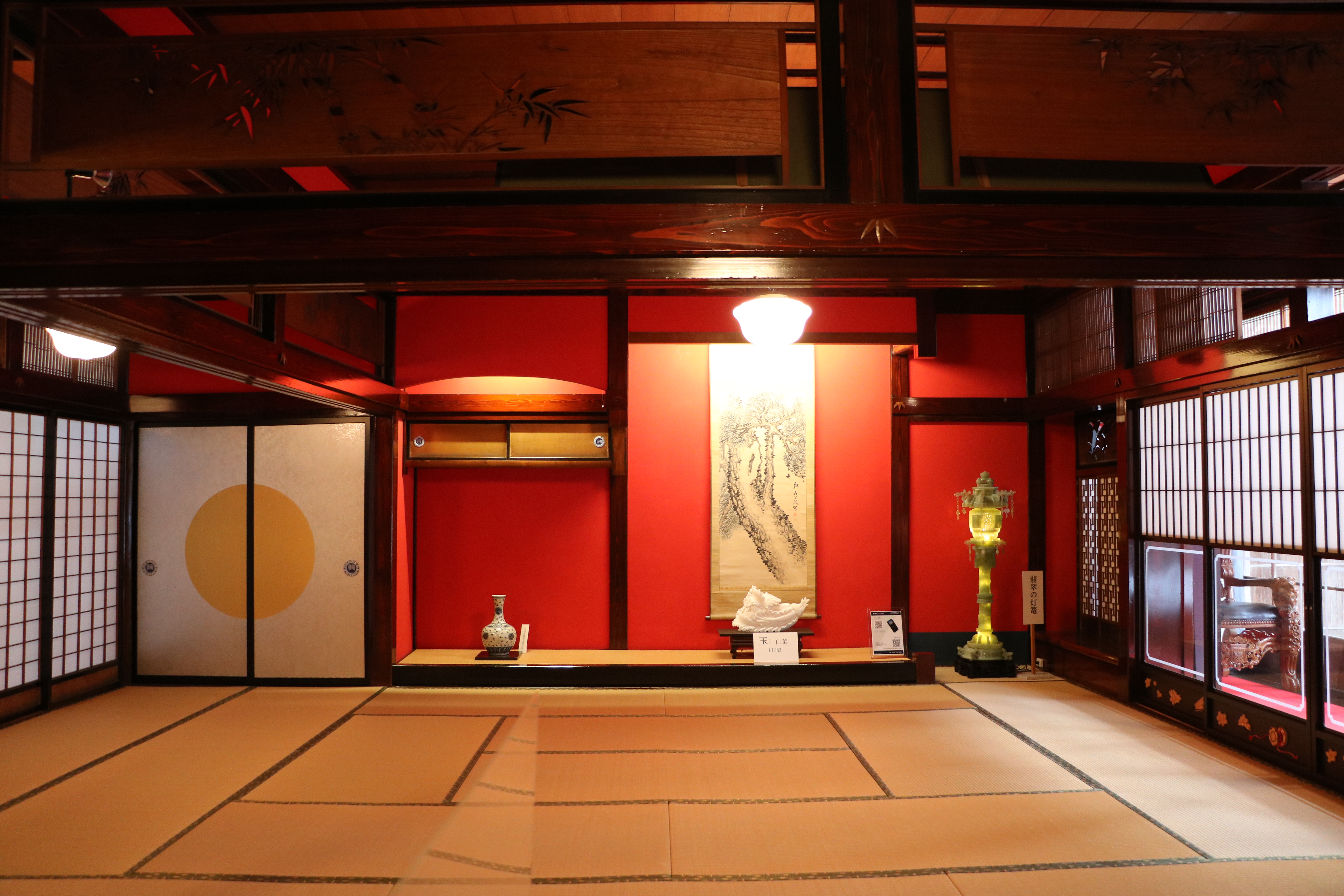
1階大広間。
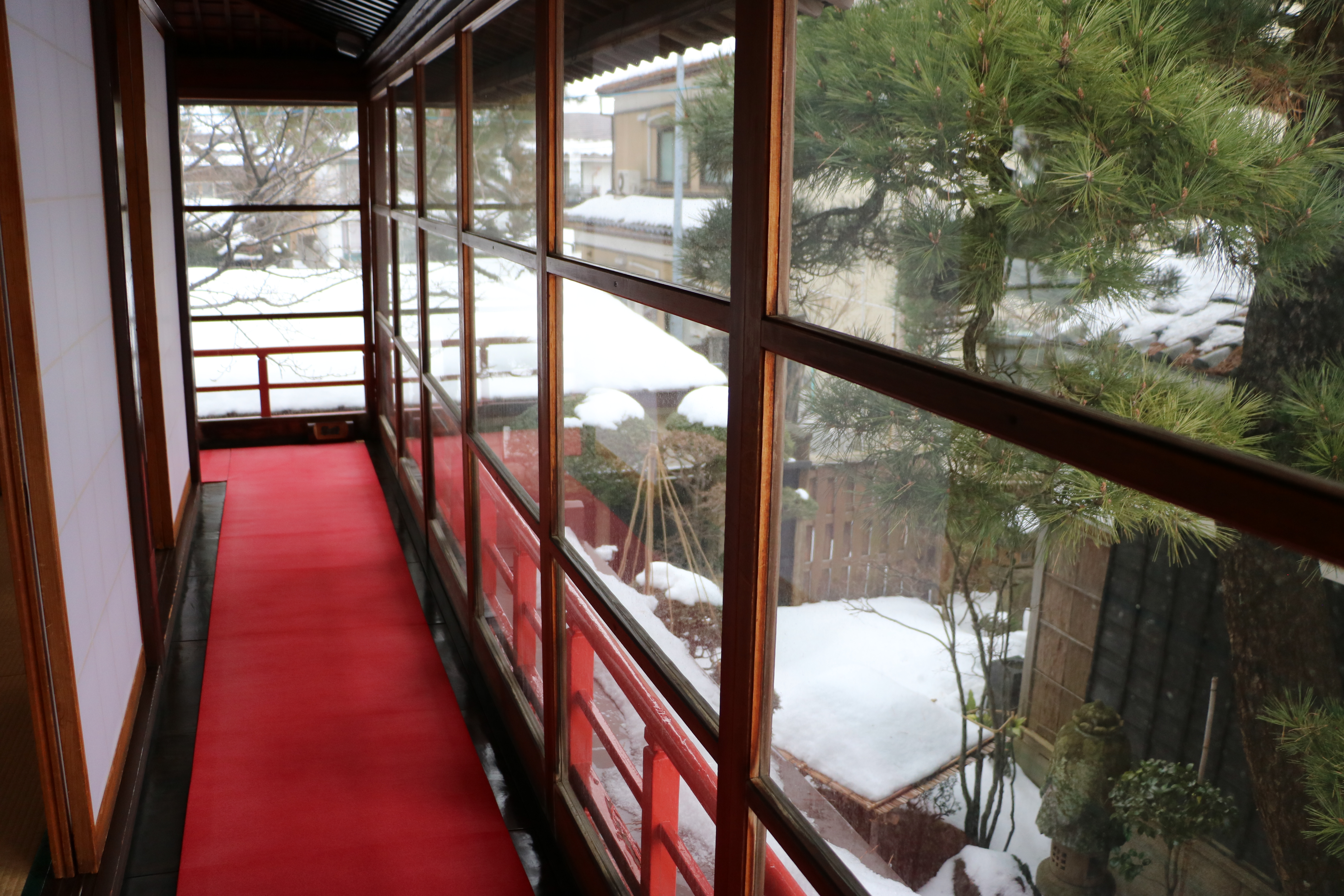
裏2階廊下。
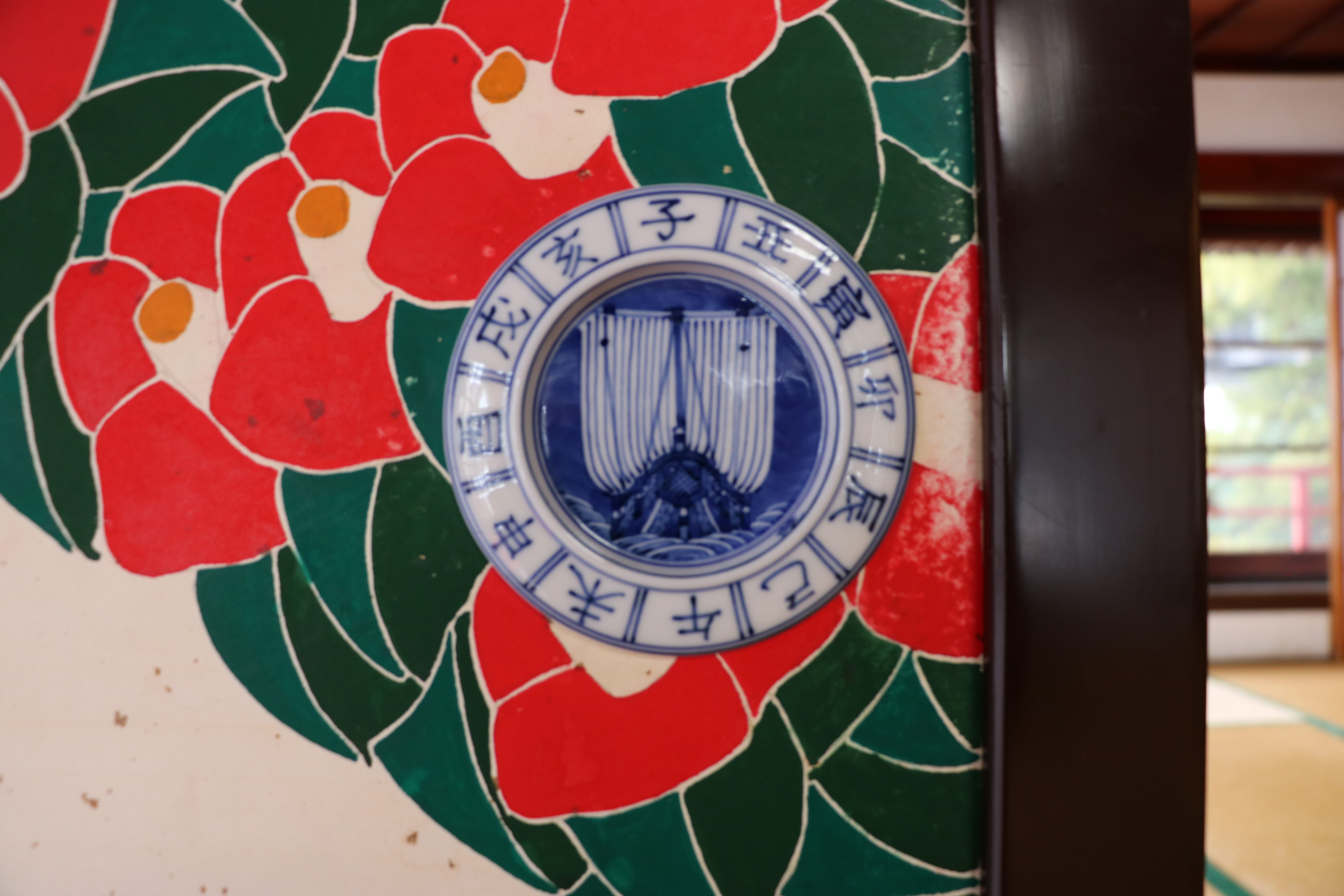
北前船が描かれた裏2階客室の襖の引手。

## 営業時間・入樓料
- 営業時間
  - 午前10時 - 午後5時 (最終入樓午後4時30分)
- 入樓料 　 
  - 大人：1000円 
  - 大・高・中学生：500円
  - 小学生：300円
  - 幼児　1-5歳：無料
  - 乳児　(１歳未満）：無料

15名以上の場合は、団体割引が適用され、10%割引となる。
舞娘演舞鑑賞は入樓料+800円となる。
竹久夢二美術館も相馬樓の入館料を支払うと入ることができる。
- 休樓日
  - 水曜日
  - お盆
  - 年末年始

## アクセス
- バス
  - 酒田駅→庄内交通バス→寿町下車→徒歩すぐ[5]
- 車
  - JR酒田駅から約6分[1]。
  - 日本海東北自動車道酒田ICから約17分[1]。

駐車場あり（15台）

## 周辺
- 日和山公園
- 山王くらぶ